# Charlemagne: The Omens of Death
Charlemagne: The Omens of Death — четвёртый и последний студийный альбом британского актёра и хеви-метал-певца Кристофера Ли. релиз состоялся 27 мая 2013 года. Является концептуальным продолжением альбома Charlemagne: By the Sword and the Cross (2010). Музыка была аранжирована участником Judas Priest Ричи Фолкнером и гватемальским гитаристом-виртуозом, победителем шоу World Guitar Idol Champion, Эдрасом Рамосом и его отцом, который выступил бас-гитаристом.
На свой 90-й день рождения (27 мая 2012) Ли анонсировал выпуск первого сингла «Let Legend Mark Me as the King», который ознаменовал переход певца к «полностью» тяжёлому направлению метала и отход от симфоник-метала, в котором были выдержаны предыдущие работы певца. Он стал самым старым исполнителем хеви-метала в истории жанра. В записи сингла принял участие Винсент Рикарди, с которым Ли сотрудничал ещё на Charlemagne: By the Sword and the Cross.

## Список композиций
| №                   | Название                         | Длительность |
| ------------------- | -------------------------------- | ------------ |
| 1.                  | «The Portent»                    | 4:29         |
| 2.                  | «Charles the Great»              | 6:23         |
| 3.                  | «The Siege»                      | 7:09         |
| 4.                  | «Massacre of the Saxons»         | 5:41         |
| 5.                  | «Dawning of a New Age»           | 4:40         |
| 6.                  | «Let Legend Mark Me As the King» | 5:45         |
| 7.                  | «The Betrayal»                   | 5:02         |
| 8.                  | «The Devil's Advocate»           | 4:54         |
| 9.                  | «The Ultimate Sacrifice»         | 5:09         |
| 10.                 | «Judgement Day»                  | 3:41         |
| Общая длительность: | Общая длительность:              | 52:53        |

## Участники записи

### Певцы
- Кристофер Ли — Карл Великий (Призрак)
- Винсент Рикарди — молодой Карл Великий
- Фил Эс Пи — Пипин Короткий
- Мауро Конти — папа Адриан I
- Лидия Сальникова — Хильдегарда из Винцгау
- Гордон Титтсворт — Роланд
- Аарон Клотье — герцог Луп
- Дэниел Васконселос — Оливье

### Музыканты
- Эдрас Рамос-младший[англ.] — гитары, композиции («The Devil’s Advocate», «The Ultimate Sacrifice»)
- Эдрас Рамос-старший — бас-гитара
- Олли Усыскин — ударные

### Дополнительный персонал
- Ричи Фолкнер — аранжировки, композитор
- Марко Сабиу[англ.] — композитор
- Мари-Кэйр Калвет — тексты